# بيتر مورغان
بيتر مورغان (بالإنجليزية: Peter Morgan) (و. 1963  م) هو كاتب سيناريو، وكاتب مسرحي، وكاتب بريطاني، ولد في لندن.

## التعليم
تعلم في جامعة ليدز.

## أعمال بارزة
من أهم أعماله:
- الملكة
- اندفاع.

## جوائز وترشيحات
حصل على جوائز منها:
جوائز
- BAFTA Award for Best Adapted Screenplay [الإنجليزية]‏، عن عمل: آخر ملوك اسكتلندا (2007)
- جائزة رومي [الإنجليزية]‏

ترشيحات
- جائزة الأوسكار لأفضل كتابة، عن عمل: الملكة
- جائزة الأوسكار لأفضل كتابة، عن عمل: فروست ونيكسون

ترشح لـ:
- جائزة الأوسكار لأفضل كتابة "سيناريو أصلي"، عن عمل: الملكة
- جائزة الأوسكار لأفضل كتابة "سيناريو مقتبس"، عن عمل: فروست ونيكسون.

## وصلات خارجية
- بيتر مورغان على موقع IMDb (الإنجليزية)
- بيتر مورغان على موقع مونزينجر (الألمانية)
- بيتر مورغان على موقع ألو سيني (الفرنسية)
- بيتر مورغان على موقع أول موفي (الإنجليزية)
- بيتر مورغان على موقع بوكس أوفيس موجو (الإنجليزية)
- بيتر مورغان على موقع قاعدة بيانات برودواي على الإنترنت (الإنجليزية)
- بيتر مورغان على موقع قاعدة بيانات الأفلام السويدية (السويدية)
- بيتر مورغان على موقع قاعدة بيانات الفيلم (الإنجليزية)
- بيتر مورغان على موقع كينوبويسك (الروسية)